# Lidia Kłobucka
Lidia Kłobucka (ur. 22 lutego 1932 w Lidzie, zm. 4 maja 1995 w Chicago) – polska śpiewaczka operetkowa. Solistka Operetki Warszawskiej, uczennica Ady Sari.

## Odznaczenia
- Odznaka „Zasłużony Działacz Kultury”,